# 空がすき!
『空がすき!』は、竹宮惠子による日本の漫画。『週刊少女コミック』において1971年3月から5月まで第一部が、1972年8月から10月まで第二部が連載された。1974年にはフラワーコミックスより単行本が出版され、竹宮の作品として初めて単行本になった。この作品をきっかけに竹宮にはファンがつくようになり、竹宮の出世作となった。
ミュージカルと美少年をテーマに、当時の竹宮が憧れを抱いていたパリに物語の舞台が置かれた。詐欺師の少年であるタグ・パリジャンを主人公として、登場人物がその時の気持ちに合わせて歌って踊るコメディ作品になっている。

## あらすじ

### 第一部
フランスのパリにあるモンマルトルにタグ・パリジャンという14歳の詐欺師の少年がやってくる。彼は持ち前の明るさと歌と踊りで街の皆を魅了する一方で、ジャン・ピエールという偽名を用いてパトロンを作り、金をだまし取る。そのような中、パトロンの指示で警察署長の息子であるジュネ・オルタンスにピアノを教えることとなる。ジュネはジャン・ピエールの正体が詐欺師タグ・パリジャンであると知っていた。ジュネはタグの秘密を隠す代わりに自分と友達になるように要求する。タグとジュネは次第に惹かれあう。しかし、タグは詐欺師としての正体が知られてしまい、モンマルトルを去る。

### 第二部
タグがモンマルトルを去ったのち、ジュネは寄宿学校に転入した。ジュネはそこで市長の息子であるソルモン・コレルに目を付けられ、いじめを受ける。そのような中、ジュネはモンマルトルに戻ってきたタグと再会する。タグはボロックズというあだ名の貧乏な男のもとに居候する。タグは彼が書いた詩を著名な詩人「クレール・ペイネ」のものと偽り、アメリカ合衆国の財界で名を馳せるマロウ財閥の会長にそれを売りつけ、会長はそれを詐欺と知りながら買う。しかし、ボロックズはクレール・ペイネ本人であることが明らかになる。この縁で、タグはウィーニス・マロウからソルモンの父が所有しルーブル美術館で展示されている「ビーナスの水浴」という彫像を盗むよう依頼を受ける。この依頼を引き受けたタグはビーナスの水浴を盗み出す。しかし、ルーブルで展示されていたビーナスの水浴はソルモンが作った偽物であり、本物はペイネが所有していた。ペイネは本物を返還し、パリを去る。その後、タグはペイネの正体を知る。エピローグとしてタグとジュネが同居している様子が描かれ、物語は幕を閉じる。

## 登場人物
タグ・パリジャン
本作の主人公。14歳の天才詐欺師。歌と踊りが得意であり、持ち前の明るさで皆を魅了する。大人びたところがある一方で孤独に耐え、愛情に飢えている。
ジュネ・オルタンス
警察署長の息子。ピアノの教師として訪れたタグと出会い、友人になるよう求める。
ボロックズ
パリで貧乏な生活を送る男性。正体は著名な詩人クレール・ペイネであった。
ソルモン・コレル
パリ市長の息子。ジュネとは寄宿学校の同級生である。

## 制作背景

### 背景
竹宮は『週刊少女コミック』において、同名のドラマとのタイアップ漫画である『魔女はホットなお年頃』を連載していた。ドラマの放送終了にともない、この作品の連載も第10号で終了した。竹宮は1号だけ休んで第12号から新たな連載を開始することとなった。当時の竹宮は一見すると順風満帆であったが、彼女自身はテレビドラマとのタイアップ漫画の連載に空虚感を覚えており、新たな連載では自分が描きたいものを描くことを決めた。竹宮が描きたかったもののひとつは「音の出ない漫画でのミュージカル」であり、もうひとつは「美少年を主人公にした少女漫画」であった。

### 制作
当時、竹宮はパリの下町に憧れを抱いており、パリを描いた映画音楽などを集めていた。そこで、物語の舞台のモデルをパリにすることを決めた。しかし、竹宮はパリに行ったことがなかったため、パリにまつわる資料を多く購入し、衣装や建物などにパリの文化や風俗をふんだんに取り入れたという。
竹宮は本作の制作にあたり、ストーリーよりもキャラクターを先に作った。そのような方法を取った理由について竹宮は、キャラクターが立てばそれだけで読者は魅力を感じるだろうと考えていたためであるとしている。竹宮は、パリの下町で生きている男の子として主人公であるタグの苗字を「パリジャン」(Parisian) にした。また、彼女はパリジャンという名前を「嘘くさい名前」と考えており、そこから詐欺師という設定が生まれたという。ジュネはタグを際立たせるための相方として作られ、下町生まれであるタグと対比して上流階級に、詐欺師と対比して警察署長の息子とした。また、ジュネという名前は詩人であるジャン・ジュネから取ったという。ジュネの父親といった脇役は、少年漫画で描かれてきた典型的なキャラクターのパターンを踏襲したという。

### 発表

#### 連載
本作のネームを提出したところ、『週刊少女コミック』の編集者であった山本順也は、主要人物が少年のみであることを咎めたが、結局は連載が開始されることとなった。竹宮は、同年に発表した読み切り漫画である『サンルームにて』よりも表現が穏当であったためであると推測している。本作の連載はまず10回を与えられ、好評なら延長されるという話だった。連載は1971年3月の第12号から始まった。竹宮は長編化も期待していたが、連載開始後、読者からの反応はいまひとつであり、当初の予定通り10回での終了が通告され、同年5月の第21号で完結した。しかし連載終了後、終了を惜しむファンレターが一気に増えたという。こうしたファンレターについて、竹宮は以下のように語っている。
読者の要望に応えるかたちで1972年8月の第32号より第二部として連載が再開された。しかし、竹宮は第一部ほどの熱意を抱けず、また、絵も硬くなっていて不満を抱いていたという。第二部の連載は第一部と同様に10回で終了し、1972年10月の第41号が最終回となった。

#### 単行本
連載終了の2年後である1974年10月にはフラワーコミックスから単行本が出版された。これは竹宮にとって初めての単行本だった。第1巻の巻末には『落葉の記』という短編が収録されており、ジルベールやカール、パスカルといった『風と木の詩』のキャラクターとともに「風と木の詩」というネームが記されている。『風と木の詩』の連載開始は1976年2月であり、中川 (2019)は、長編ながらも描く機会がないため試験的に描いたものであると推測している。

### 続編
本作の続編として、『週刊少女コミック』1972年第5号に全40ページの『まるで春のように』が掲載された。また、『別冊少女コミック』1975年11月号と12月号には前後編として全120ページの『NOEL!』が掲載された。『まるで春のように』は独立した短編であり、主人公であるタグが訪れたとある町の出来事が描かれる。『NOEL!』は本編と連続した物語であり、登場人物も共通である。『まるで春のように』と『NOEL!』は、小学館から1978年に発行された竹宮惠子作品集の『空がすき!』に収録された。

## テーマ

### ミュージカル
本作はミュージカルを題材とした作品であり、登場人物がその時の気持ちを歌って踊る。当時の竹宮は登場人物の動きの線にこだわっており、意味を持つ動きの線を追及していた。動きに自分の言いたいことを含めるという表現を見せるためにミュージカルを取り入れたという。竹宮は、ミュージカルを取り入れたことで少年の生き生きとした姿を表現することが出来たと語っている。

### 少年愛
本作の主要人物は全員が少年である。鶴見俊輔は本作を少年愛漫画であるとしている。また、猫目 (2014)も、明確には描かれていないものの少年同士の恋愛を匂わせていることは確かであり、第一部から第二部になるにかけてそれは明確になっているとしている。本作の後半ではタグとジュネのキスが描かれる。これは友情の延長として描かれたものであったが、当時の少女漫画では男性同士のキスはタブーとされていた。このシーンについて竹宮は1984年に刊行された小学館文庫版のあとがきにおいて、「初めての投稿作が雑誌に載った時以来の楽しさを味わった」としている。しかし、2015年に刊行された自伝『少年の名はジルベール』においては、自分が最も関心がある少年同士の心情のドラマを描くためだけに作ってしまったシーンであり、この作品においてキスシーンは全く必要なかったと述べている。

## 評価
本作は竹宮にとって出世作となった。本作をきっかけに竹宮にファンが付くようになり、大泉サロンに直接尋ねに来るファンも来るようになった。
『パタリロ!』の作者である魔夜峰央は、作中でタグが白と黒のコンビの靴を履いていることを挙げ、オシャレさを押し出していると評価し、当時はそのような絵を描く人はいなかったのではないかと回顧している。竹宮自身は、主人公であるタグは自分らしさが出ている最初のキャラクターであり、とても気に入っているとしつつも、特に第一部の表現には昔のパターンが残っており、表現として今一つな部分があるとしている。

### 影響
漫画家であるさいとうちほは、中学生の頃に本作を読んだことで竹宮を知ったという。当時『ウエスト・サイド物語』をきっかけに映画とミュージカルにはまっていた彼女は漫画でミュージカルを描くことが出来ることに驚き、竹宮のような作品を描ける漫画家になりたいと思ったという。また、同様に漫画家である伊東愛子は本作のファンであり、ファンレターを出したことをきっかけに1972年の秋から大泉サロンに出入りするようになり、竹宮の食事担当アシスタントとなった。彼女は竹宮から学び、翌年1973年の春に『風に乗ったミオ』でデビューした。

## 書誌情報
- 竹宮恵子『空がすき!』小学館〈フラワーコミックス〉、全2巻
  1. 1974年10月1日発行[32]、ISBN 4-09-130021-9
  2. 1974年12月1日発行[33]、ISBN 4-09-130022-7
- 竹宮恵子『空がすき!』小学館〈竹宮惠子作品集〉、全2巻
  1. 1978年10月15日発行[34]、ISBN 4-09-178205-1
  2. 1978年12月15日発行[35]、ISBN 4-09-178206-X
- 竹宮恵子『空がすき』小学館〈小学館文庫〉、全2巻
  1. 1984年2月発行[36]、ISBN 4-09-190736-9
  2. 1984年5月発行[37]、ISBN 4-09-190737-7
- 竹宮恵子『空がすき!』角川書店〈あすかコミックスDX〉、1989年9月発行[3]、ISBN 4-04-852128-4
- 竹宮恵子『空がすき!』翔泳社〈名作manga選集〉、1995年4月発行[4]、ISBN 4-88135-178-8